# Сосновка (Юхновський район)
Сосновка (рос. Сосновка) — присілок в Юхновському районі Калузької області Російської Федерації.
Населення становить 3 особи. Входить до складу муніципального утворення Село Щелканово.

## Історія
Від 2004 року входить до складу муніципального утворення Село Щелканово

## Населення
| 2002 | 2010 |
| ---- | ---- |
| 9    | ↘3   |